# Alejandro Talavante
Alejandro Talavante, né le 24 novembre 1987 à Badajoz (Espagne), est un matador espagnol.
ISO 639-1es

## Carrière
- Débuts en novillada avec picadors : Samadet (France, département des Landes) le 1er février 2004 aux côtés de Manuel Escribano et Antonio Caro Gil. Novillos de la ganadería de Pedro et Verónica Gutiérrez Lorenzo.
- Présentation à Madrid : 25 mars 2006 aux côtés de Raúl Cuadrado et Francisco Javier. Novillos de la ganadería de El Serrano.
- Alternative : Cehegín (Espagne, Région de Murcie) le 9 juin 2006. Parrain, « Morante de la Puebla » ; témoin, « El Fandi ». Taureaux de la ganadería de Benjumea.
- Confirmation d’alternative à Quito (Équateur) : 21 novembre 2006. Parrain, « El Juli » ; témoin, Cruz Ordóñez. Taureaux de la ganadería de Carlos Manuel Cobo.
- Confirmation d’alternative à Bogota (Colombie) : 28 janvier 2007. Parrain, César Rincón ; témoin, « El Fandi ». Taureaux de la ganadería de Las Ventas del Espíritu Santo.
- Confirmation d’alternative à Madrid : 8 avril 2007. Parrain, « El Juli » ; témoin, « Manzanares ». Taureaux de la ganadería du Puerto de San Lorenzo.
- Confirmation d’alternative à Mexico : 11 novembre 2007. Parrain, Fernando Ochoa ; témoin, Leopoldo Casasola. Taureaux de la ganadería de San José.

En 2010, 4e de l'escalafón, il a toréé 65 corridas, coupé 52 oreilles et 1 queue.

## Style
La tauromachie d'Alejandro Talavante se rapproche fortement de celle de José Tomas, torero ayant eu le même mentor, José Antonio Corbacho. Son style se veut simple, fait de gestes lents et amples. Talavante effectue le plus souvent ses passes en ayant les pieds rapprochés et l'essentiel du geste repose alors sur la souplesse du bassin. Cette tauromachie verticale trouve son apogée dans la réalisation de manoletinas avant l'estocade.
Le comportement calme et réfléchi du torero devant le toro vise à donner une impression de quiétude qui fait la singularité du style de Talavante.